# Moul El Bergui
Moul El Bergui  (in arabo مول البركي‎?) è un centro abitato e comune rurale del Marocco situato nella provincia di Safi, regione di Marrakech-Safi. Conta una popolazione di 15 342 abitanti (censimento 2014). È situato a Nord-Est rispetto a Safi, in direzione della spiaggia dalle caratteristiche preistoriche ed incontaminate di Lalla Fatna. Vi si trova oggi una delle nuove Prigioni Centrali del Marocco.